# Cesare Ripa

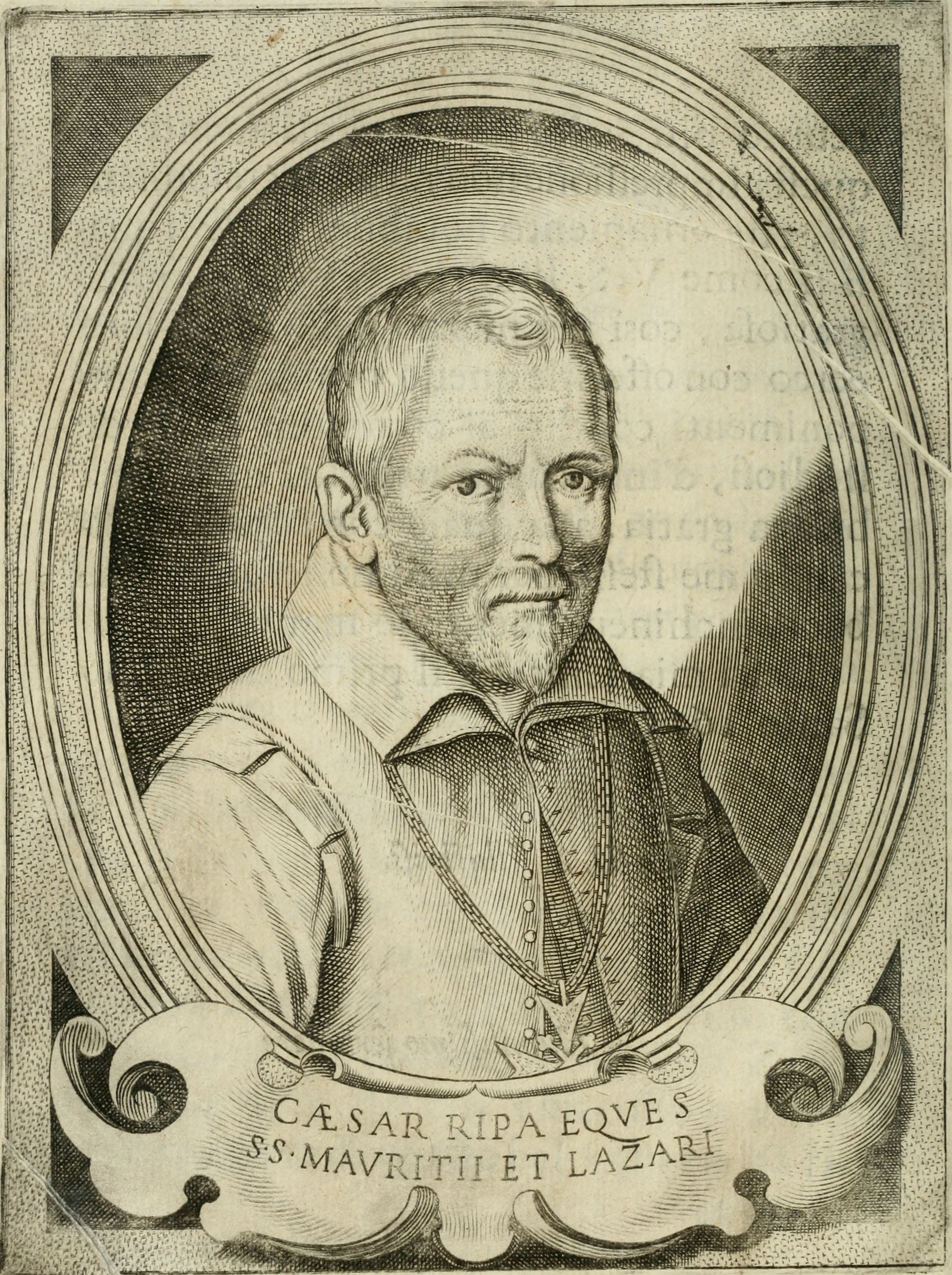
Portret van Cesare Ripa in Della novissima iconologia di Cesare Ripa perugino (1624)

Cesare Ripa (Perugia, ca. 1560 – Rome, ca. 1622) was een Italiaans estheticus die als kok en butler werkte voor kardinaal Anton Maria Salviati.  

## Levensloop
Over zijn leven is weinig bekend. Na de dood van de kardinaal werkte Ripa voor diens familieleden. Hij werd geridderd na de uitgave van zijn zeer succesvolle boek Iconologia, in 1593, dat hij in zijn vrije tijd schreef. Dit boek heet voluit Iconologia overo Descrittione Dell’imagini Universali cavate dall’Antichità et da altri luoghi (Iconologie of beschrijving van universele afbeeldingen uit de oudheid en andere plaatsen). Dit emblemataboek gebaseerd op Egyptische, Griekse en Romeinse emblemata, was in zijn tijd zeer invloedrijk. In 1603 werd de Iconologia herdrukt. Anders dan de eerste druk is deze druk voorzien van afbeeldingen en werd deze aangevuld met nieuwe emblemata door oudheidkundigen als Pietro Leone Casella.
Na Ripas dood werd zijn Iconologia geredigeerd en uitgebreid door de Italiaanse humanist Giovanni Zaratino Castellini, die het in 1625 opnieuw liet uitgeven in Padua. Het werd in 1644 door Dirck Pietersz. Pers (1581-1659) in het Nederlands vertaald onder de titel Iconologia of Uytbeeldingen des Verstands. Jan Christoffel Jegher (1618-1666) verzorgde de houtsnedes die gebruikt zijn als illustraties. Deze vertaling is gebaseerd op de heruitgave door Castellini.